# Mortal Kombat Trilogy
Mortal Kombat Trilogy (communément abrégé MKT) est une anthologie de la série Mortal Kombat. Il est considéré comme la dernière mise à jour de Mortal Kombat 3, dont la première est Ultimate Mortal Kombat 3. Ainsi, l'histoire est très similaire.

## Contenu
Mortal Kombat Trilogy ajoute une nouvelle fonctionnalité au gameplay, elle est représentée par plusieurs lettres affichées au bas de l'écran qui forment le mot « Aggressor » une fois terminée. Elle permet, durant un court instant, d'infliger des dégâts plus importants à son adversaire. Ce système incite les joueurs à jouer plus agressif. La version Nintendo 64 de Mortal Kombat Trilogy possède un mode exclusif, le mode « 3-on-3 », où trois combattants à la suite s'affrontent contre trois autres adversaires. Certains combattants voient leur liste de coups étoffée avec de nouveaux mouvements, tandis que d'autres coups sont tout simplement retirés. Les deux Sub-Zero des épisodes précédents, sont fusionnés en un seul personnage qui récupère par conséquent les coups spéciaux de ces deux personnages. Mortal Kombat Trilogy contient plus de trente personnages dont quatre boss jouables (Goro, Motaro, Shao Kahn et Kintaro), mais ces quatre personnages sont dépourvus de fatalités.
Tous les personnages du premier Mortal Kombat jusqu'à l'épisode Ultimate Mortal Kombat 3 sont inclus dans le jeu. Les arènes des trois premiers Mortal Kombat sont également ajoutés, avec quelques détails en plus et de nouveaux décors. Mortal Kombat Trilogy réintègre Baraka, Johnny Cage, Raiden ainsi que les versions « classiques » de Jax, Kung Lao, de Kano et de Raiden. Un nouveau personnage secret apparaît, connu sous le nom de Chameleon, il a la particularité d'alterner rapidement entre tous les ninjas masculins (Sub-Zero classique, Scorpion, Noob Saibot, Human Smoke, Rain, Reptile, et Ermac) pendant le combat. Ce combattant est jouable en effectuant une combinaison spéciale de boutons. Chamelon est un personnage qui apparaît dans les versions PlayStation, Sega Saturn et PC. La version Nintendo 64 possède aussi un personnage secret, Khameleon, qui est la version féminine de Chameleon,.
La version de Nintendo 64, due aux limitations de l'espace mémoire des cartouches, supprime les versions classiques de Jax, Kung Lao, Kano et Raiden, mais aussi de Goro et Kintaro. En outre, Motaro et Shao Kahn ne sont pas sélectionnables à l'écran principal,,. Des codes secrets (cheats codes) doivent être effectués pour pouvoir accéder à eux. La version N64 combine également les deux Sub-Zero dans une version « permutée ». Chameleon est remplacé par Khameleon, une femme-ninja de couleur grise, et est présent comme adversaire secret et personnage jouable. Elle aussi permute rapidement les mouvements mais cette fois ci des autres femme-ninja (Kitana, Mileena et Jade) en plus d'avoir une histoire cohérente, à la différence de son équivalent masculin.

## Personnages
| Mortal Kombat                                                                         | Mortal Kombat II                                                                             | Mortal Kombat 3                                                  | Ultimate Mortal Kombat 3                    |
| ------------------------------------------------------------------------------------- | -------------------------------------------------------------------------------------------- | ---------------------------------------------------------------- | ------------------------------------------- |
| - Johnny Cage - Liu Kang - Sub-Zero (Bi-Han) - Scorpion - Sonya Blade - Kano - Raiden | - Baraka - Jax - Kitana - Mileena - Reptile - Kung Lao - Sub-Zero (Kuai Liang) - Shang Tsung | - Cyrax - Kabal - Nightwolf - Sektor - Sheeva - Sindel - Stryker | - Jade - Smoke - Ermac - Noob Saibot - Rain |

## Zones de combats(Kombat Zones)
Presque toutes les zones de combat qui ont été utilisées dans MK2, MK3, et UMK3 sont disponibles dans Mortal Kombat Trilogy. Il manque cependant deux des arènes de MK3, Hidden Portal et Noob Saibot Dorfen dans les versions PC, PlayStation, et Saturn, tandis que dans la version N64 c'est Kahn Arena (de MK2) et The Bank (de MK3) qui ne sont plus disponibles. Seulement quelques arènes de MK sont disponibles, à savoir the Courtyard, Goro's Lair, the Pit, et the Pit Bottom. La version N64 inclut également un nouveau niveau : the Star Bridge. Quelques arènes ont subi de légères modifications, avec des graphiques et animations supplémentaires (nuages, feu, etc.).
Plusieurs musiques de MKII et de MK3 restent intactes, particulièrement pour les versions de CD-ROM du jeu, mais plusieurs des chansons ne sont pas jouées avec leurs niveaux d'origines. La version N64 emploie seulement la musique de MK3… Assez curieusement, toutes les musiques prises de MK3 sur la version CD-ROM de MKT sont sensiblement ralentie dans la vitesse et le lancement, pour des raisons inconnues. On ne retrouvera aucune des musiques de MK.
Toutes les fatality de stage (c’est-à-dire utilisant le background de ce stage) des stages présents dans MKT sont disponibles, à l'exception de The Pit II en raison de la grande quantité d'efforts exigée pour avoir de nouvelles animations filmées avec des acteurs pour les personnages non disponibles de Mortal Kombat II. En effet, cette fatality utilisait un système unique en « vue de dessus » lors de la chute du pont.
Quand un personnage est victime d'un uppercut dans certaines arènes, il traverse le plafond et se retrouve dans le stage d'au-dessus. Voici celles qui le permettent :
- The Subway → The Street
- The Bank → The Rooftop
- The Soul Chamber → The Balcony
- Scorpion's Lair → Kahn's Kave
- Goro's Lair → The Armory → Kombat Tomb (seulement sur N64)

## Nouveautés dans MKT
- MKT introduit l'« Agressor Bar » (« barre d'agression »), qui se remplit pendant que les combattants se battent. Une fois la barre d'un personnage remplie, ce dernier devient plus rapide et plus fort pendant une courte période.
- Combats « 3-on-3 », c’est-à-dire trois combattants à la suite par joueur (seulement sur la version N64).
- Apparition des « Brutality », une fatality composée de 11 combos successifs finissant par faire éclater l'adversaire. Néanmoins, les Brutality existaient déjà sur certains portages de Ultimate Mortal Kombat 3.
- Plusieurs personnages ont de nouveaux mouvements spéciaux et de nouvelles fatality.

## Versions et révisions
- il y a eu au moins trois révisions publiques de MKT pour la PlayStation. Avec chaque révision, des aspects du gameplay ont été raffinés, produisant un gameplay plus proche de la version arcade de Ultimate Mortal Kombat 3 et corrigeant de multiples bugs. La version finale était celle éditée dans les Greatest Hits edition.
- Il y a eu au moins deux révisions publiques de MKT pour la Nintendo 64. Il y avait peu de différence entre elles.
- Il y a eu au moins deux révisions publiques de ce jeu pour le PC. La version PC est un portage direct de la version PlayStation. La version finale a donc été identique à la version Greatest Hits edition sortie sur PlayStation.